# Banc Nacional de Ruanda
El Banc Nacional de Ruanda (kinyarwanda Banki Nkuru Y'u Rwanda, francès Banque Nationale du Rwanda) és el banc central de Ruanda. El banc va ser fundat en 1964. L'actual governador del banc és John Rwangombwa

## Localització
Està acorralat al Banc Nacional d'Edificis de Ruanda, a l'avinguda KN6 al districte de negocis central de Kigali, capital i ciutat més gran de Ruanda. Les coordenades de la seu del banc són 01°56'56.0"S, 30°03'49.0"E (Latitude:-1.948889; Longitude:30.063611).

## Informació general
El Banc actua en la promoció de la política d'inclusió financera i és membre líder de per l'Aliança per la Inclusió Financera. També és una de les 17 institucions reguladores originals per establir compromisos nacionals específics d'inclusió financera segons la Declaració de Maya durant el 2011 Fòrum de Política Global de l'AFI celebrat a Mèxic.

## Història
El banc central ha evolucionat pas a pas:
- El Reial decret del 27 de juliol de 1887 estableix el franc com a moneda de l'Estat Independent del Congo, i Ruanda també està inclosa.
- L'Acord de Heligoland de 1890 col·loca a Ruanda i Burundi dins de l'esfera d'influència alemanya a Àfrica; la rupia alemanya de l'est d'Àfrica és la moneda oficial; la circulació del franc francès continua.
- Com a resultat de les accions de Bèlgica, el Congo Belga es converteix en membre de la Unió Monetària Llatina en 1908.
- El Banc de Congo Belga és establert en 1909.
- El Banc de Congo Belga emet els seus primers bitllets de banc en 1912.
- Ruanda i Burundi s'uneixen a la Zona del Franc Congo després de la derrota d'Alemanya en la Primera Guerra Mundial.
- La colònia de Congo belga i el Banc de Congo belga creen una nova relació; 1927-1952
- Era de la Segona Guerra Mundial : participació temporal del Banc d'Anglaterra ; el Franc congolès cotitza a Londres.
- El Congo Belga i el "Banc Central Rwanda-Urundi" (BCCBRU) 1952 - 1960
- El "Banque d'Emission du Rwanda et du Burundi (BERB)" / (Banc emissor de Rwanda i Burundi) - 1960 - 1964
- El "Banque Royale de Burundi (BRB)" i el "Banque Nationale du Rwanda (BNR)" s'inauguren en 1964.
- El "Banque de la République du Burundi" (BRB) obre en 1966